# Operationsforstærker
En operationsforstærker er en differensforstærker, oftest realiseret som et integreret kredsløb: Den bruges i en lang række forskellige delkredsløb der behandler analoge elektriske signaler, f.eks. til at forstærke og addere signalernes størrelse, eller omsætte fra strøm til spænding. Navnet kommer af at man oprindeligt brugte operationsforstærkere i analoge regnemaskiner der kan foretage matematiske regneoperationer direkte på analoge signaler.

## Operationsforstærkerens egenskaber
En operationsforstærker har "i sig selv" en enorm forstærkning (typisk fra 100.000 til 1 mio. gange, eller 100 til 120 decibel): Denne forstærkning kaldes for egenforstærkningen eller råforstærkningen (benævnt {\displaystyle A_{u,0}}), og hvis der på indgangene forefindes spændingerne {\displaystyle u_{+}} og {\displaystyle u_{-}}, er spændingen {\displaystyle u_{\mathrm {ud} }} på udgangen givet ved:

{\displaystyle u_{\mathrm {ud} }=A_{u,0}\cdot (u_{+}-u_{-})}

I praksis kan udgangsspændingen ikke komme op over den positive forsyningsspænding, eller blive lavere end den negative forsyningsspænding.
En operationsforstærker er også kendetegnet ved en ekstremt stor impedans (eller "indre modstand") i indgangene, almindeligvis adskillige millioner ohm (visse typer operationsforstærkere med felteffekttransistorer i indgangene er helt oppe i teraohm-området). Til gengæld har operationsforstærkeren i sin "rå form" en temmelig lille båndbredde, typisk af størrelsesordenen 10 Hz, og udgangsimpedansen vil i praksis være et sted mellem 1Ω og 1 kΩ.
I teorien kan man bruge operationsforstærkeren "som den er", til at afgøre hvor af to steder (de to indgange) den største spænding findes: Hvis spændingen på den inverterende indgang er blot en anelse større end spændingen på den ikke-inverterende indgang, vil denne lille forskel blive "forstørret" med forstærkerens fulde egenforstærkning, og udgangen vil udvise en markant negativ spænding. Omvendt hvis den ikke-inverterende indgangs spænding er højere end den inverterende indgangs, hvorved udgangen vil have en mærkbar positiv spænding.
I andre sammenhænge bringer man ved hjælp af modkobling med eksterne komponenter forstærkningen ned, og forbedrer derved båndbredden og udgangsimpedansen med tilsvarende forholdstal.
I praksis fungerer forstærkeren langt fra optimalt når dens udgang er tæt på (indenfor ca. en volt) en af forsyningsledningernes spændinger.
Nogle nyere operationsforstærkere kan have flere ønskede egenskaber:
- Være linear overfor input i næsten hele spændingsforsyningsintervallet – har egenskaben Rail-to-Rail input RRI.
- Være linear overfor output i næsten hele spændingsforsyningsintervallet – har egenskaben Rail-to-Rail output RRO.
- Være linear overfor både input og output i næsten hele spændingsforsyningsintervallet – har egenskaben Rail-to-Rail input output RRIO.[1]
- Være linear overfor input udover spændingsforsyningsintervallet – har egenskaben beyond Rail-to-Rail input beyond RRI.[2]

## Diagrammer og koblinger
Ved A på illustrationen til højre ses diagramsymbolet for en operationsforstærker: Forbindelserne med nr. 1 og 2 er henholdsvis den inverterende (eller negative) og den ikke-inverterende (eller positive) indgang. Bemærk at symbolet ikke altid tegnes med den inverterende indgang øverst – hvis det hjælper på overskueligheden af diagrammet, kan man lige så vel tegne den ikke-inverterende indgang øverst. Nr. 3 er forstærkerens udgang, og. nr. 4 og 5 er tilledninger for hhv. den positive og negative forsyningsspænding – disse vises ikke altid eksplicit på alle diagrammer, bl.a. fordi visse operationsforstærkere leveres to eller fire ad gangen i det samme fysiske "hus", med ét sæt fælles tilledninger for strømforsyning. Er de tegnet med, er det altid den øverste af disse to forbindelser der er den positive "side" af forsyningsspændingen.

### Spændingsfølger
Ved B på illustrationen ses en kobling der kaldes en spændingsfølger: Den har den egenskab at spændingen {\displaystyle u_{ud}} på udgangen (2) i praksis vil være den samme som spændingen {\displaystyle u_{ind}} på indgangen (1). Ved hjælp af nedenstående formel kan man vise at:

{\displaystyle u_{\mathrm {ud} }=u_{\mathrm {ind} }\cdot {\frac {A_{u,0}}{(1+A_{u,0})}}}

Da {\displaystyle A_{u,0}} som før nævnt er ekstremt stor, vil værdien af brøken være meget tæt på 1, og deraf konsekvensen at udgangsspændingen bliver den samme som indgangsspændingen.
I denne situation er forstærkeren modkoblet til sin yderste konsekvens, og følgelig bliver udgangsimpedansen mindsket med samme faktor som egenforstærkningen {\displaystyle A_{u,0}}; fra op imod en kiloohm til nogle få tusindedele af en ohm. Brugt sammen med f.eks. et voltmeter opnår man, at voltmeteret "tilsyneladende" har den samme indre modstand som operationsforstærkerens indgangsimpedans — fra flere MΩ og op imod 1 TΩ. Dette gør at voltmeteret kan måle på spændingskilder med stor udgangsimpedans, uden at instrumentets egen indre modstand påvirker måleresultatet nævneværdigt.

### Ikke-inverterende forstærker
På tegning C i illustrationen bruges en spændingsdeler (modstandene {\displaystyle R_{1}} og {\displaystyle R_{2}}) til at føre en vis brøkdel af udgangssignalet (2) tilbage til den inverterende indgang. Da egenforstærkningen er temmelig stor, gælder approksimativt at

{\displaystyle u_{\mathrm {ud} }=u_{\mathrm {ind} }\cdot \left(1+{\frac {R_{2}}{R_{1}}}\right)}
På grund af modkoblingen er forstærkningen sænket fra {\displaystyle A_{u,0}} til {\displaystyle 1+{\frac {R_{2}}{R_{1}}}}, dvs. med en faktor {\displaystyle {\frac {A_{u,0}}{1+{\frac {R_{2}}{R_{1}}}}}}. Dette forhold, kaldet modkoblingsgraden, er den samme faktor som operationsforstærkerens egen udgangsimpedans sænkes med. Den bliver ikke helt så lav som for ovenstående spændingsfølger, men stadigvæk nede i en brøkdel af en ohm.

Som for spændingsfølgeren er indgangssignalet (1) ført direkte ind i operationsforstærkerens ikke-inverterende indgang, og følgelig har denne kobling den samme, store indgangsimpedans som operationsforstærkeren selv.

### Inverterende forstærker
Ved D på illustrationen er vist diagrammet til en inverterende forstærker: Den ikke-inverterende indgang er lagt til stel, dvs. 0 volt, så udgangsspændingen vil som udgangspunkt ganske enkelt være {\displaystyle -A_{u,0}\cdot u_{-}}. Påtrykker man nu indgangen en positiv spænding i forhold til stel, vil udgangen på operationsforstærkeren falde drastisk, indtil midtpunktet i spændingsdeleren (og dermed forstærkerens inverterende indgang) bliver nul volt. Hele kredsløbets forstærkning bestemmes således af brøkforholdet mellem de to modstande, idét der approksimativt gælder at

{\displaystyle u_{\mathrm {ud} }=-u_{\mathrm {ind} }\cdot {\frac {R_{2}}{R_{1}}}}

Denne kobling demonstrerer en generel egenskab ved en modkoblet operationsforstærker: Signalet på udgangen vil antage en sådan størrelse at der bliver lige store spændinger på de to indgange. For denne kobling betyder dette, at der til alle tider vil være nul volt på den inverterende indgang, eftersom der jo er nul volt på den ikke-inverterende indgang (forbundet til stel, dvs. til 0 volt). Dette sker ved at forstærkerens udgang søger at "absorbere" den strøm der løber ind eller ud igennem {\displaystyle R_{1}} når indgangssignalet er noget andet end 0.

På grund af forstærkerens stræben efter nul volt, taler man om at der på den inverterende indgang forefindes såkaldt virtuelt stel.

#### Integrator og differentiator
Ved at bruge en kondensator i stedet for enten {\displaystyle R_{1}} eller {\displaystyle R_{2}} får man hhv. en differentiator og en integrator:
- Skifter man {\displaystyle R_{1}} ud med en kondensator, skal indgangssignalet stige eller falde lineært for at opretholde en konstant strøm i indgangen (ladestrøm i kondensatoren). Derved bliver signalet på udgangen som en funktion af tiden proportional med differentialkvotienten af indgangssignalet som funktion af tiden.
- Skifter man {\displaystyle R_{2}} ud med en kondensator, skal udgangssignalet stige eller falde lineært for at opretholde en konstant strøm "væk" fra den inverterende indgang. Derved bliver udgangssignalet proportional med integralet af indgangssignalet som funktion af tiden.

### Summationskredsløb
I kredsløbet ved E på illustrationen er der i stedet for {\displaystyle R_{1}} en hel række modstande: Ved at påtrykke spændinger på de "frie" ender af disse modstande kan man sende flere strømme ind til den inverterende indgang. Som følge af Kirchhoffs strømlov adderes disse strømme (med fortegn), hvorfor udgangen gennem {\displaystyle R_{2}} skal reagere på summen af de signaler der ankommer via indgangsmodstandene. Generelt gælder, at
{\displaystyle u_{\mathrm {ud} }=-R_{2}\cdot \left({\frac {u_{A}}{R_{1A}}}+{\frac {u_{B}}{R_{1B}}}+\ldots +{\frac {u_{X}}{R_{1X}}}\right)},
hvor {\displaystyle u_{A}}, {\displaystyle u_{B}} osv. er de spændinger der påtrykkes de enkelte indgangs-modstande. Gøres samtlige modstande lige store, gælder at {\displaystyle u_{\mathrm {ud} }=-(u_{A}+u_{B}+\ldots +u_{X})}.

## Praktiske operationsforstærkere
I praksis leveres operationsforstærkere som integrerede kredsløb med én eller flere operationsforstærkere bygget sammen i et fælles "hus". "Enkeltstående" operationsforstærkere fremstilles ofte i et otte-benet DIL-hus som skitseret ved F på illustrationen, og for flertallet af disse typers vedkommende er forbindelserne arrangeret som det er vist her. De tilsyneladende ubenyttede ben (nr. 1, 5 og 8) bruges i nogle tilfælde til specielle formål, f.eks. balancering eller frekvenskompensation.

### Balancering
I praksis er de elektriske egenskaber i kredsløbet ikke helt symmetriske — selv om der er nøjagtig samme spænding på de to indgange, kan der godt være en spænding på udgangen der er en anelse forskellig fra nul volt. Dette problem kan man "justere sig ud af" ved at sluttet et trimmepotentiometer til to af kredsløbets ben (typisk nr. 1 og nr. 5), og indstille dette potentiometer indtil spændingen rent faktisk bliver nul volt.

### Frekvenskompensation
For at undgå positiv tilbagekobling af udgangssignalet ("medkobling" i stedet for modkobling) med deraf følgende risiko for at kredsløbet går i selvsving, benyttes for visse typer operationsforstærkere en kondensator mellem stel og et af benene på kredsen til at begrænse de højeste frekvenser. "Prisen" for denne fremgangsmåde er en begrænsning i forstærkerens båndbredde.